# Regasilus huiracocha
Regasilus huiracocha es una especie de insecto del género Regasilus, familia Asilidae, orden Diptera.
Fue descubierta por el entomólogo peruano Pável Sánchez Flores a partir de especímenes que habitan en los bosques nublados del Valle de Cosñipata en Cuzco, en Perú. La descripción fue publicada en la revista científica Zootaxa en 2020.